# Residències de les Índies Orientals Holandeses
Les residències de les Índies Orientals Holandeses eren la unitat administrativa principal de la colònia holandesa d'aquest nom, avui Indonèsia. Les residències estaven formades per territoris sota domini directe del govern colonial i estats nadius sota protectorat (269 principats el 1939). Les residències eren:
- A Java i Madura:
  - Residència de Baghelen
  - Residència de Banjumas
  - Residència de Banjuvanghi (incloïa Bali i Lombok)
  - Residència de Bantam
  - Residència de Batavia
  - Residència de Besuki
  - Residència de Cheribon
  - Residència de Japara
  - Residència de Jogjakarta
  - Residència de Kediri
  - Residència de Kedu
  - Residència de Krawang
  - Residència de Madura
  - Residència de Pasuruwan
  - Residència de Preanger
  - Residència de Probolingo
  - Residència de Pékalongan
  - Residència de Rembang
  - Residència de Samarang
  - Residència de Surakarta
  - Residència de Tagal
- A Borneo:
  - Divisió de l'Oest i les illes Karimata
  - Divisió del Sud i de l'Est
- A Sumatra:
  - Districtes de Lampong
  - Govern d'Atjeh (Atchin)
  - Govern de la Costa Occidental
  - Residència de Benkulen
  - Residència de Jambi
  - Residència de Palembang
  - Residència de Riau i dependències (formada per l'arxipèlag de Riau Lingga i territoris a Sumatra)
  - Residència de Tapanoeli
    - País dels Battak (territori independent, agregat a Tapanoeli)

  - Residència de la Costa Oriental
  - Residència de Bangka
  - Residència de Billiton
- A les Cèlebes, Moluques i illes orientals
  - Govern de les Cèlebes (amb Sumbawa i Flores occidental)
  - Residència de Menado
  - Residència de Ternate
  - Residència d'Amboina
  - Residència de Timor
  - Nova Guinea Holandesa

Els principals principats era el grup a Java anomenat 'Principats Centrals': Jogjakarta, Surakarta, Paku Alaman i Mangku Negaran.
Cada residència estava subdividida en afdeeling, traduït generalment com a 'regència' i literalment com a 'divisió'.